# Культура серой расписной керамики

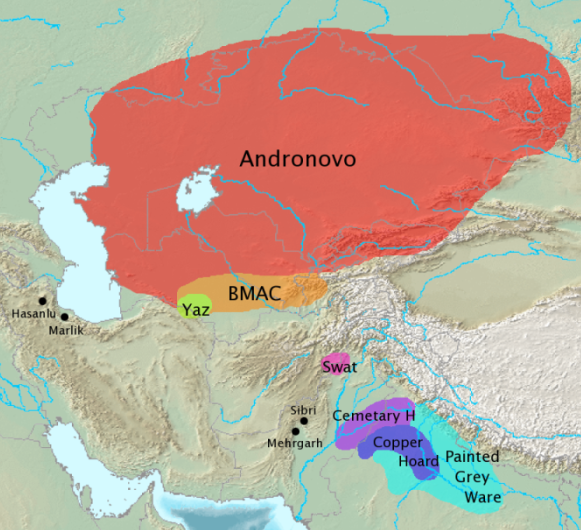
Археологические культуры, обычно связываемые с миграцией индоиранских народов (согласно Encyclopedia of Indo-European Cultures). Чаще всего с данными народами связывают Андроновскую, Маргианскую и Язскую культуры. Культуры кладбища H, медных кладов, сватская (гандхарская) и серой расписной керамики чаще рассматриваются как потомки местных доиндоевропейских культур.

Культура серой расписной керамики — археологическая культура железного века, существовавшая в долине Ганга в период около 1100—350 гг. до н. э. В ряде мест сосуществовала с культурой чёрной и красной керамики, в ряде мест наследовала ей. Предположительно соответствует позднему ведийскому периоду. Наследником данной культуры является культура северной чёрной лощёной керамики начиная примерно с 500 г. до н. э.
Б. Б. Лал в 1950-е гг. связывал с данной культурой ряд археологических памятников: Хастинапура, Матхура, Ахичатра, Кампилья, Барнава, Курукшетра и ряд других; он относил их к периоду после Махабхараты и рассматривал как арийские памятники. Далее он указывал, что «Махабхарата» упоминает потоп, и связывает с ним слой мусора, нанесённого потопом в Хастинапуре. В то же время, Лал считал свою теорию лишь предварительным наброском, основанным на ограниченном количестве свидетельств, и позднее он пересмотрел свои взгляды на происхождение и этническую принадлежность данной культуры (Kenneth Kennedy 1995).

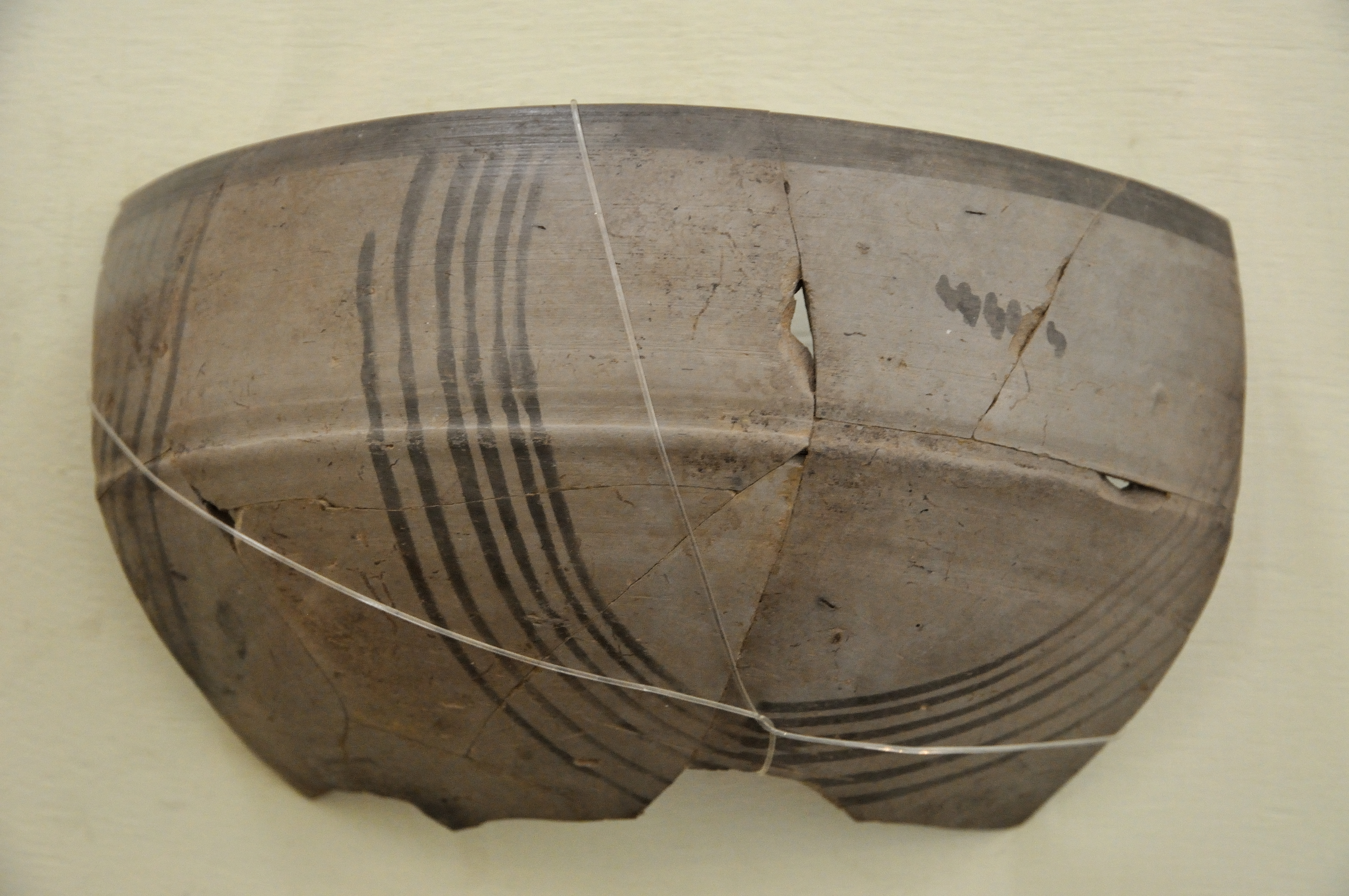
Серая расписная керамика Индии

Стиль керамики данной культуры отличается от керамики Иранского плато и Афганистана (Bryant 2001). В ряде мест серая расписная и хараппская керамика сосуществуют.
Археолог Джим Шаффер (en:Jim Shaffer, 1984:84-85) отмечал, что «по состоянию на текущий момент, в археологических находках не отмечается разрыва культурных традиций между расписной серой керамикой и местной доисторической культурой».
По мнению Чакрабарти (Chakrabarti, 1968) и ряда других, происхождение хозяйственных традиций (например, использование риса) и большинство других характеристик культуры серой расписной керамики имеют аналоги на востоке Индии или даже в юго-восточной Азии.